# Paul Wilwertz
Paul Wilwertz, né le 7 avril 1905 à Wiltz (Luxembourg) et mort le 28 décembre 1979 à Luxembourg-Ville (Luxembourg), est un homme politique luxembourgeois, président du Parti ouvrier socialiste luxembourgeois (LSAP) de 1951 à 1952 et de 1955 à 1959.

## Décoration
- Commandeur de l'ordre de la Couronne de chêne[1] (promotion 1960, Luxembourg)